# Rade Todorović
Rade Todorović (* 21. Mai 1974 in Kraljevo) ist ein ehemaliger serbischer Fußballspieler. Er bestritt sieben Spiele in der Fußball-Bundesliga.

## Sportlicher Werdegang
Todorović begann seine Karriere bei Sloga Kraljevo.  1996 wechselte er zum seinerzeitigen Zweitligisten OFK Belgrad, mit dem er 1998 in die Prva liga SR Jugoslavije / Srbije i Crne Gore aufstieg. 1999 zog er innerhalb der Meisterschaft zum Aufsteiger FK Sutjeska Nikšić weiter, den er jedoch nach einer Spielzeit in Richtung Slawia Sofia verließ.
2002 verpflichtete der Bundesligist 1. FC Nürnberg Todorović, mit dem Club stieg er jedoch am Saisonende als Tabellenvorletzter in die 2. Bundesliga ab. Anschließend wurde der bis 2005 laufende Vertrag in beiderseitigem Einvernehmen aufgelöst. Nach einer Spielzeit in Serbien beim FK Napredak Kruševac versuchte er anschließend sein Glück in der Ukraine, wo er für Krywbas Krywyj Rih auflief. Über Amur Blagoweschtschensk kehrte er 2006 zu Sloga Kraljevo zurück, wo er später seine aktive Laufbahn beendete.